# Lingote

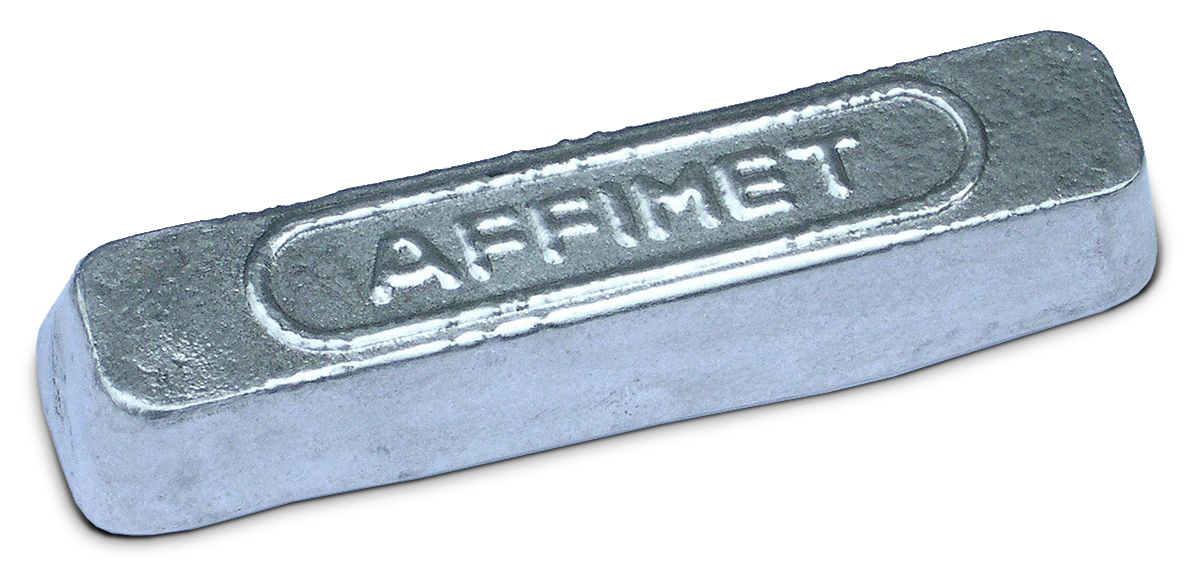
Lingote de alumínio após a ejeção do molde

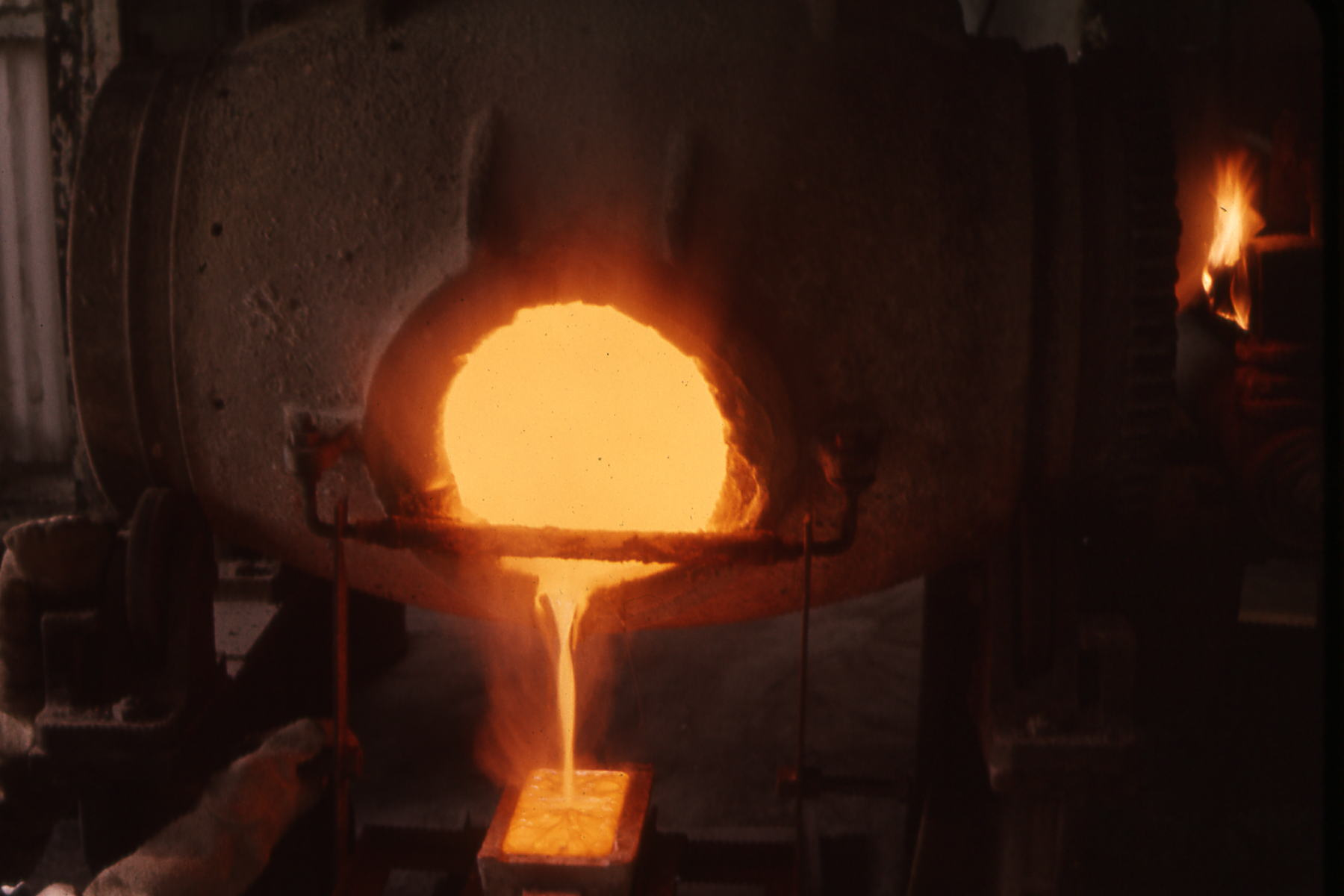
Ouro derretido em um molde na mina de ouro La Luz, em Siuna, Nicarágua, por volta de 1959

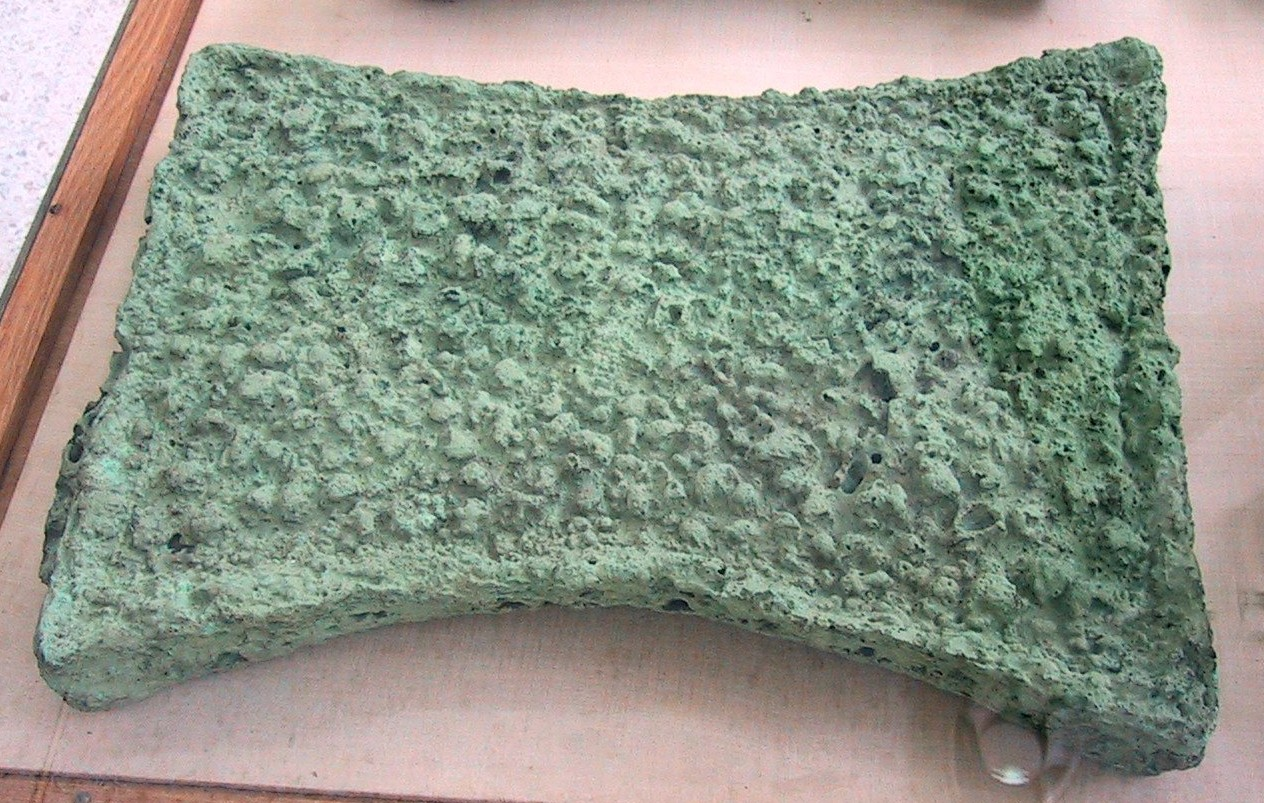
Antigo lingote de cobre, de Cato Zacro, Creta

Um lingote é uma peça de material relativamente puro, geralmente metal, que é fundido em um formato adequado para processamento posterior. Na fabricação de aço, é a primeira etapa entre os produtos de fundição semiacabados. Os lingotes geralmente exigem um segundo procedimento de modelagem, como trabalho a frio/quente, corte ou fresagem para produzir um produto final útil. Os materiais não metálicos e semicondutores preparados na forma de massa também podem ser chamados de lingotes, principalmente quando fundidos por métodos baseados em moldes. Os lingotes de metais preciosos podem ser usados como moeda ou como reserva de moeda, como acontece com as barras de ouro.